# Lynda La Plante
Lynda La Plante, född 15 mars 1946 i Liverpool som Lynda Titchmarsh, är en brittisk författare och manusförfattare som är bäst känd för att ha skrivit TV-deckarserien I mördarens spår. Hon har tidigare skådespelat, då under namnet Lynda Marchal.

## Biografi
La Plante utbildade sig till skådespelare och medverkade i flera engelska serier under 1970-talet, oftast i rollen som prostiuterad 1978 gifte hon sig med författaren Richard La Plante.
Som skådespelare kom Lynda La Plante att se hur kvinnorollerna ofta var i underläge. Eftersom hon själv hade skrivit sedan barndomen började hon att skicka in manus med starkare kvinnor i huvudrollen. Hennes första antagna TV-serie som manusförfattare var Änkorna (1983), en serie i sex delar, där änkorna till fyra rånare utför en stöt som planerats av deras avlidna makar.
1991 kom La Plants I mördarens spår som har gått på ITV i sju säsonger med Helen Mirren som kriminalkommissarie Jane Tennison. 1993 vann La Plante en Edgar Award från Mystery Writers of America för serien. Den vann även en Emmy Award för bästa miniserie.
Hon bildade sitt eget produktionsbolag, La Plante Productions 1994. Året därpå skrev hon i produktionsbolagets namn en uppföljare till Änkorna, She's Out, också för ITV. 
Hon har senare skrivit flera serier och miniserier, bland andra The Governor (1995-96), Brottet och straffet (Trial & Retribution) (1997-), Supply and Demand (1998), Killer Net (1998) och Mind Games (2001).
1996 skilde sig La Plante från sin make.
Hon är hedersmedlem i British Film Institute och har fått the Dennis Potter Writers Award (ett pris som delas ut av BAFTA, The British Academy of Film and Television Arts).

## Filmografi

### TV
Flera av hennes TV-serier har senare även spelats in av amerikansk TV.
- Änkorna (1983-85)
- Hidden Talents (1986)
- Civvies (1992)
- Seconds Out (1992)
- Framed (1992)
- Seekers (1993)
- Comics (1993)
- I mördarens spår (1993-2006)
- Lifeboat (även producent, 1994)
- In the Firing Line (presentatör, 1994)
- She's Out (även medproducent, 1994)
- The Governor (1995-96)
- Supply & Demand (1997-98)
- Brottet och straffet (1997-2009)
- Bella Mafia (1997)
- Killer Net (1998)
- Cold Shoulder (2000)
- Mind Games (2001)
- Widows (nyinspelning av Änkorna, 2002)
- The Commander (2003-08)
- Kommissarie Anna Travis (2009-12)
- Prime Suspect (nyinspelning av I mördarens spår, 2011-12)
- I mördarens spår: Tennison (2017)